# Sanger (Oregon)
Sanger (korábban Augusta) az Amerikai Egyesült Államok északnyugati részén, Oregon állam Baker megyéjében elhelyezkedő kísértetváros.
Az 1871-ben alapított település 1877-ben vette fel a Sanger nevet.

## Fordítás
- Ez a szócikk részben vagy egészben  a   Sanger, Oregon című angol Wikipédia-szócikk ezen változatának fordításán alapul.  Az eredeti cikk szerkesztőit annak laptörténete sorolja fel. Ez a jelzés csupán a megfogalmazás eredetét és a szerzői jogokat jelzi, nem szolgál a cikkben szereplő információk forrásmegjelöléseként.